# Estádio 1º de Maio
Het Estádio 1º de Maio (1 meistadion) is een multifunctioneel stadion in Braga, een stad in Portugal. Tussen 1950 en 1974 heette het stadion 'Estádio 28 de Maio', een naam ter ere van de Revolutie van de 28ste mei.
Het stadion wordt gebruikt voor atletiek, American Football- en voetbalwedstrijden. In 1991 werd dit stadion gebruikt voor voetbalwedstrijden op het wereldkampioenschap voetbal onder 20. In het stadion is plaats voor 28.800 toeschouwers. Het stadion werd geopend in 1950.

## Interlands
| Voetbalinterlands | Voetbalinterlands | Voetbalinterlands    | Voetbalinterlands | Voetbalinterlands | Voetbalinterlands |
| No.               | Datum             | Wedstrijd            | Uitslag           | Competitie        |                   |
| ----------------- | ----------------- | -------------------- | ----------------- | ----------------- | ----------------- |
| 1.                | 19 februari 1986  | Portugal – DDR       | 1 – 3             | Vriendschappelijk |                   |
| 2.                | 4 februari 1987   | Portugal – België    | 1 – 0             | Vriendschappelijk |                   |
| 3.                | 22 januari 1997   | Portugal – Frankrijk | 0 – 2             | Vriendschappelijk |                   |
| 4.                | 15 november 2000  | Portugal – Israël    | 2 – 1             | Vriendschappelijk |                   |
| 5.                | 20 november 2002  | Portugal – Schotland | 2 – 0             | Vriendschappelijk |                   |
| 6.                | 6 juni 2003       | Portugal – Paraguay  | 0 – 0             | Vriendschappelijk |                   |

## Afbeeldingen

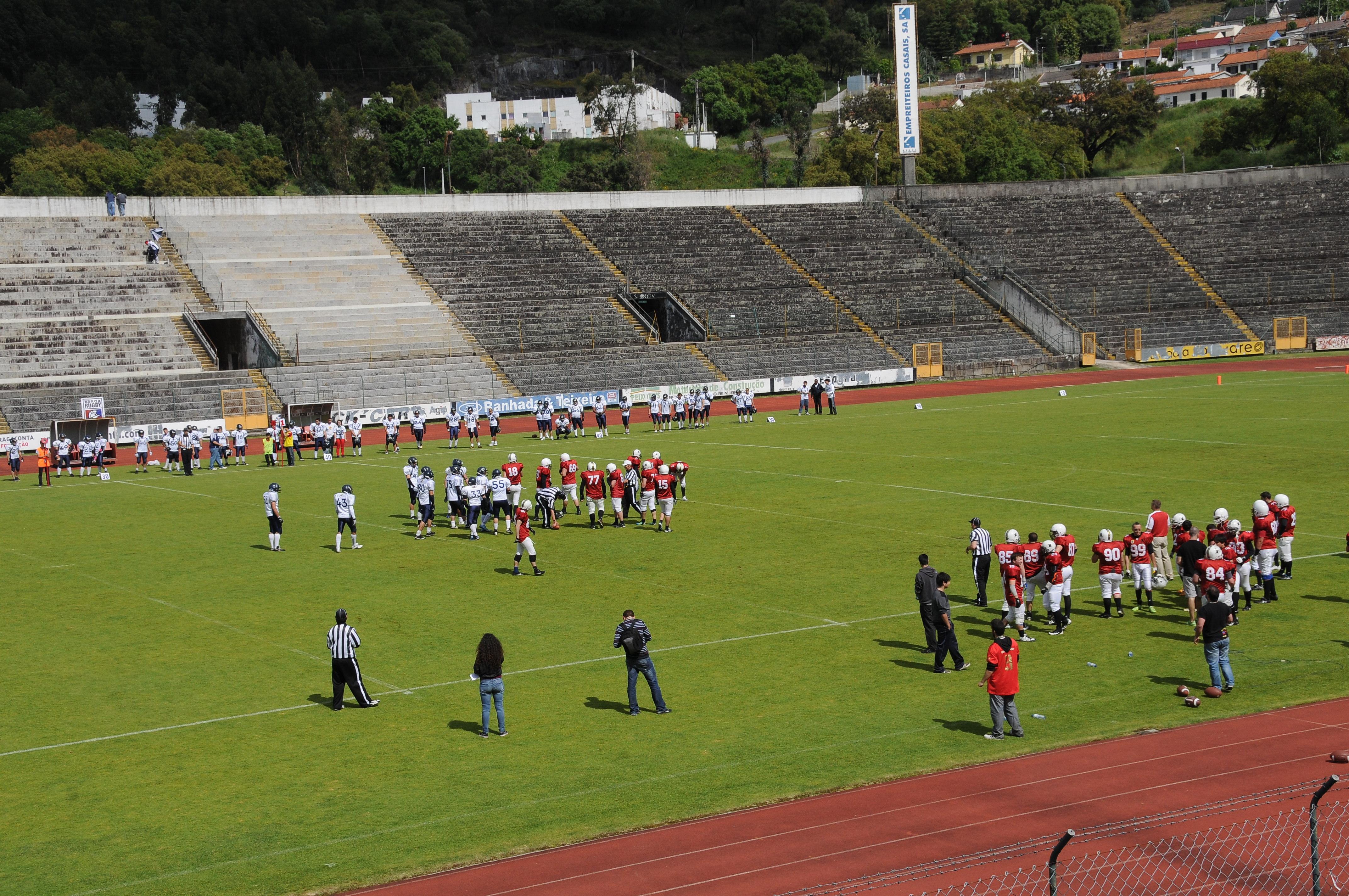
American Football in 2012.
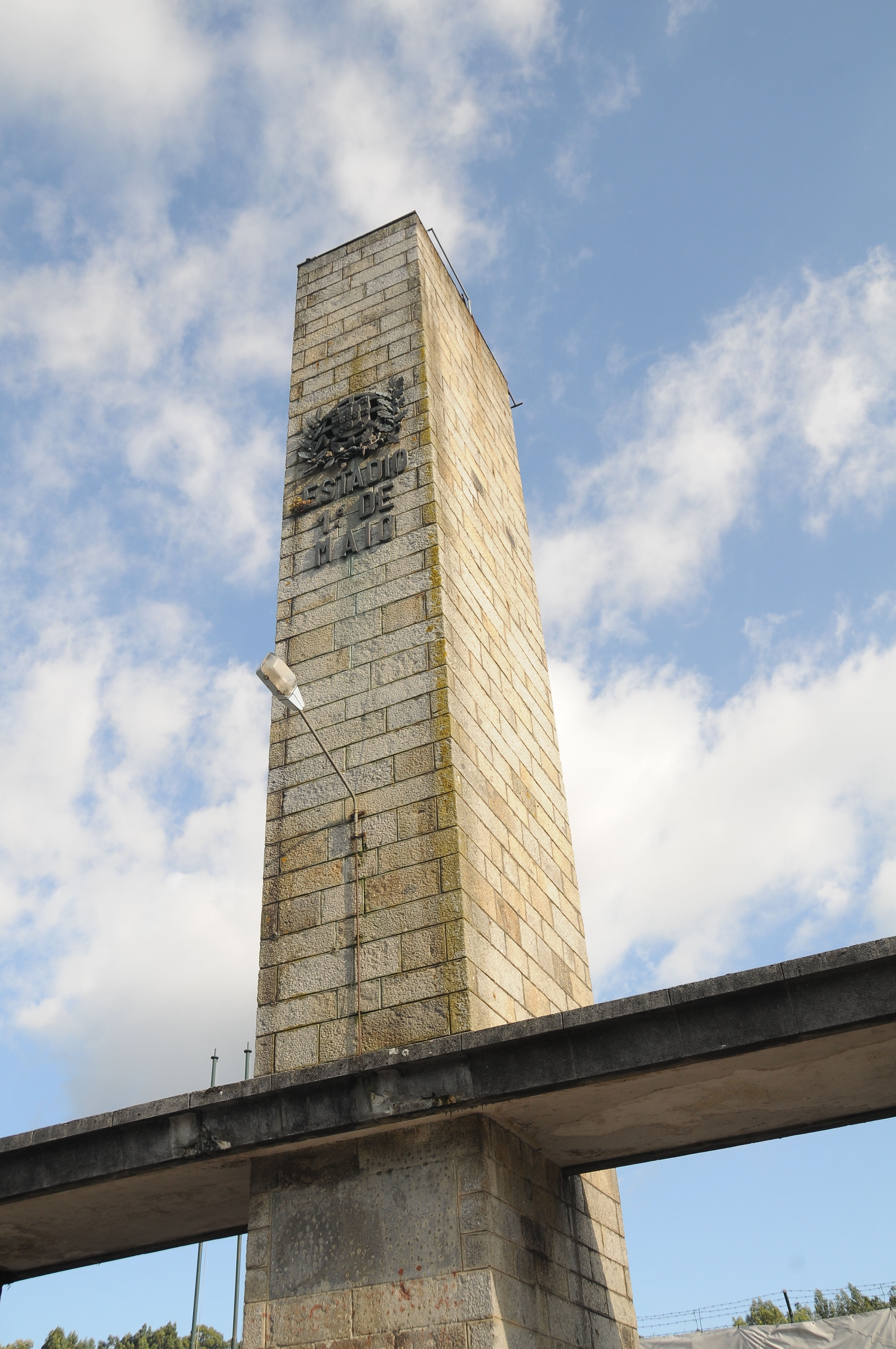
La torre distintiva en la entrada principal del estadio.
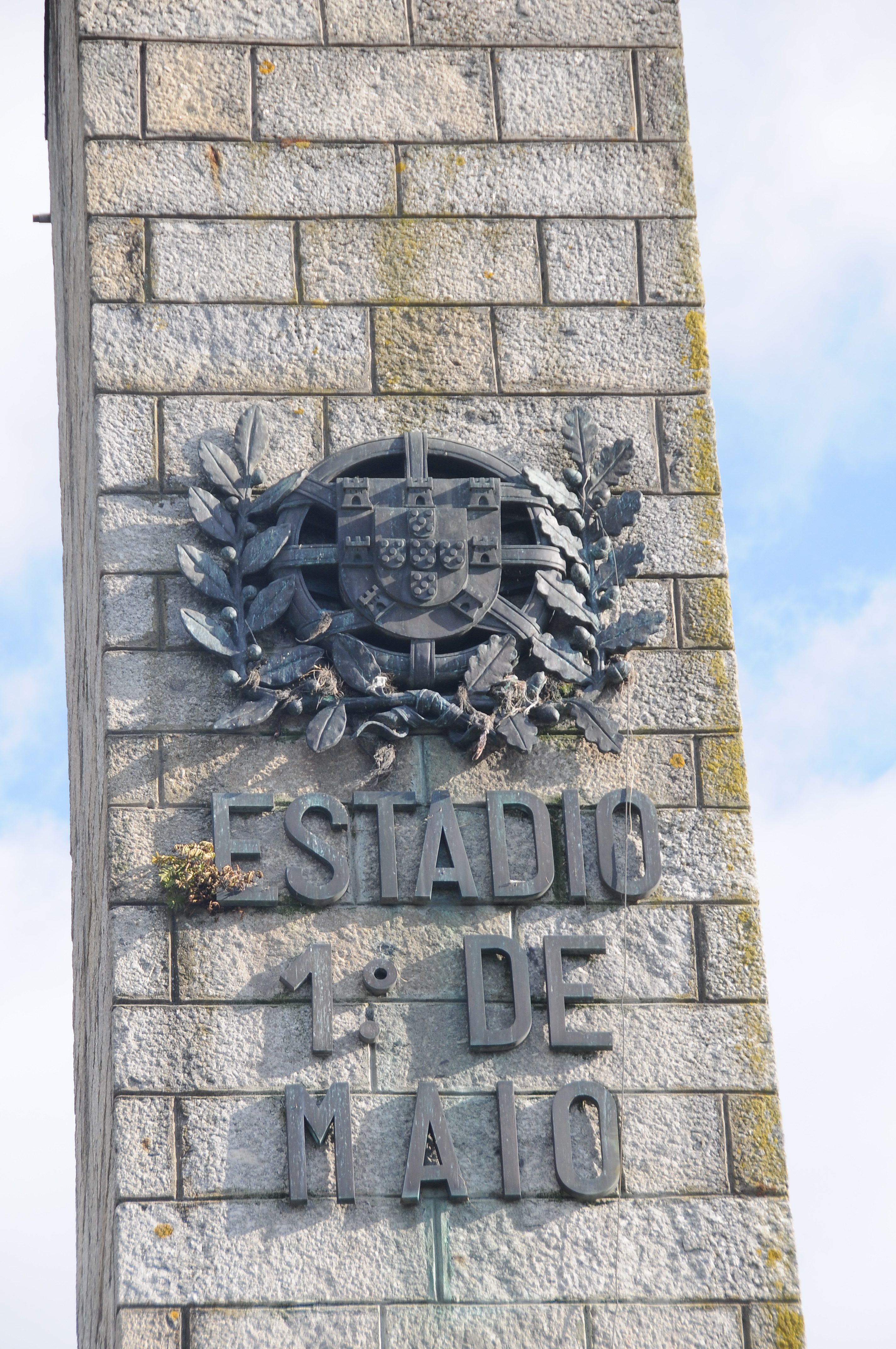
La escultura ornamental en la torre de la entrada principal.
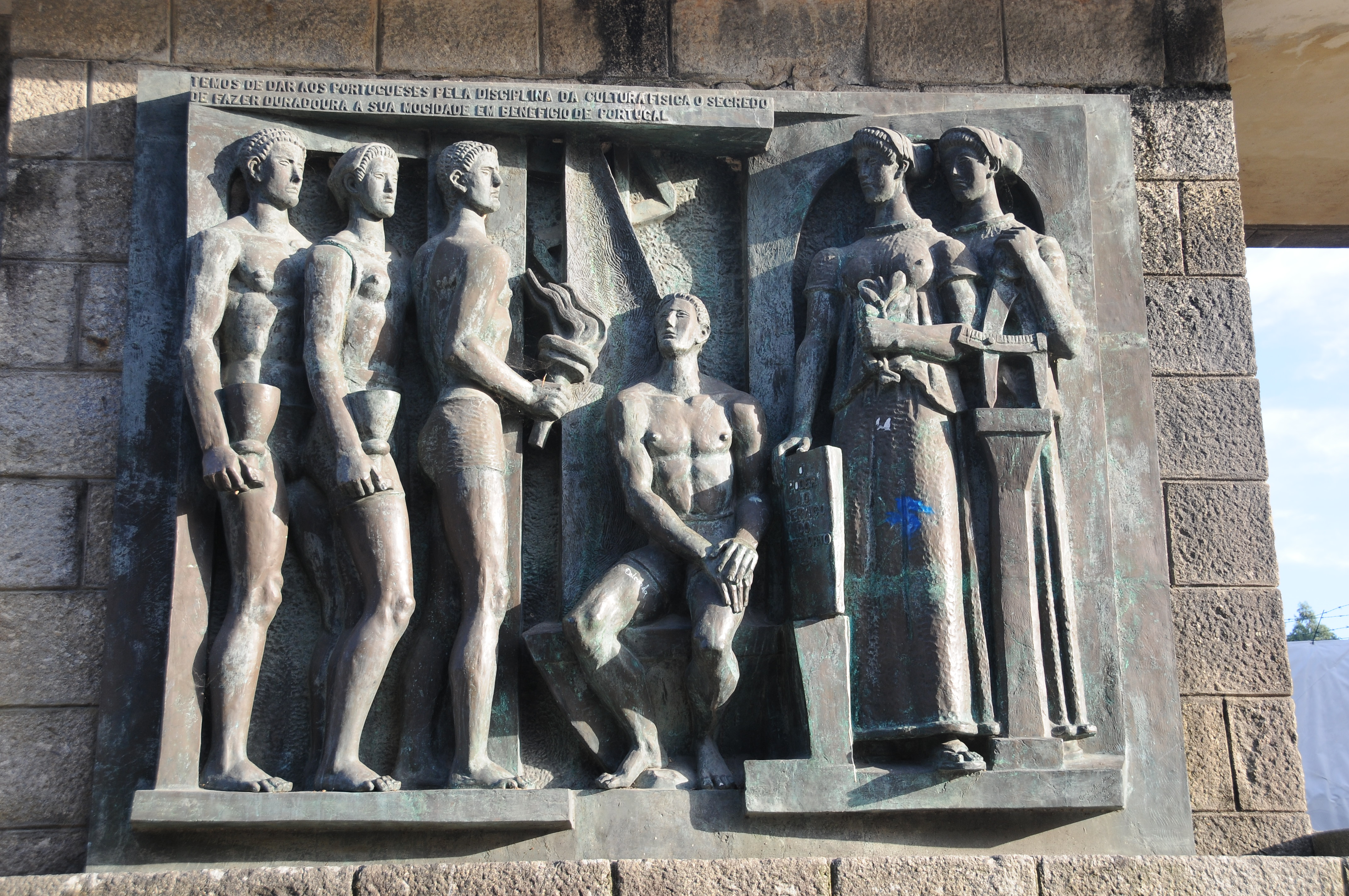
La escultura en relieve con la inscripción, ...disciplina de la cultura física...[para] beneficiar...Portugal.
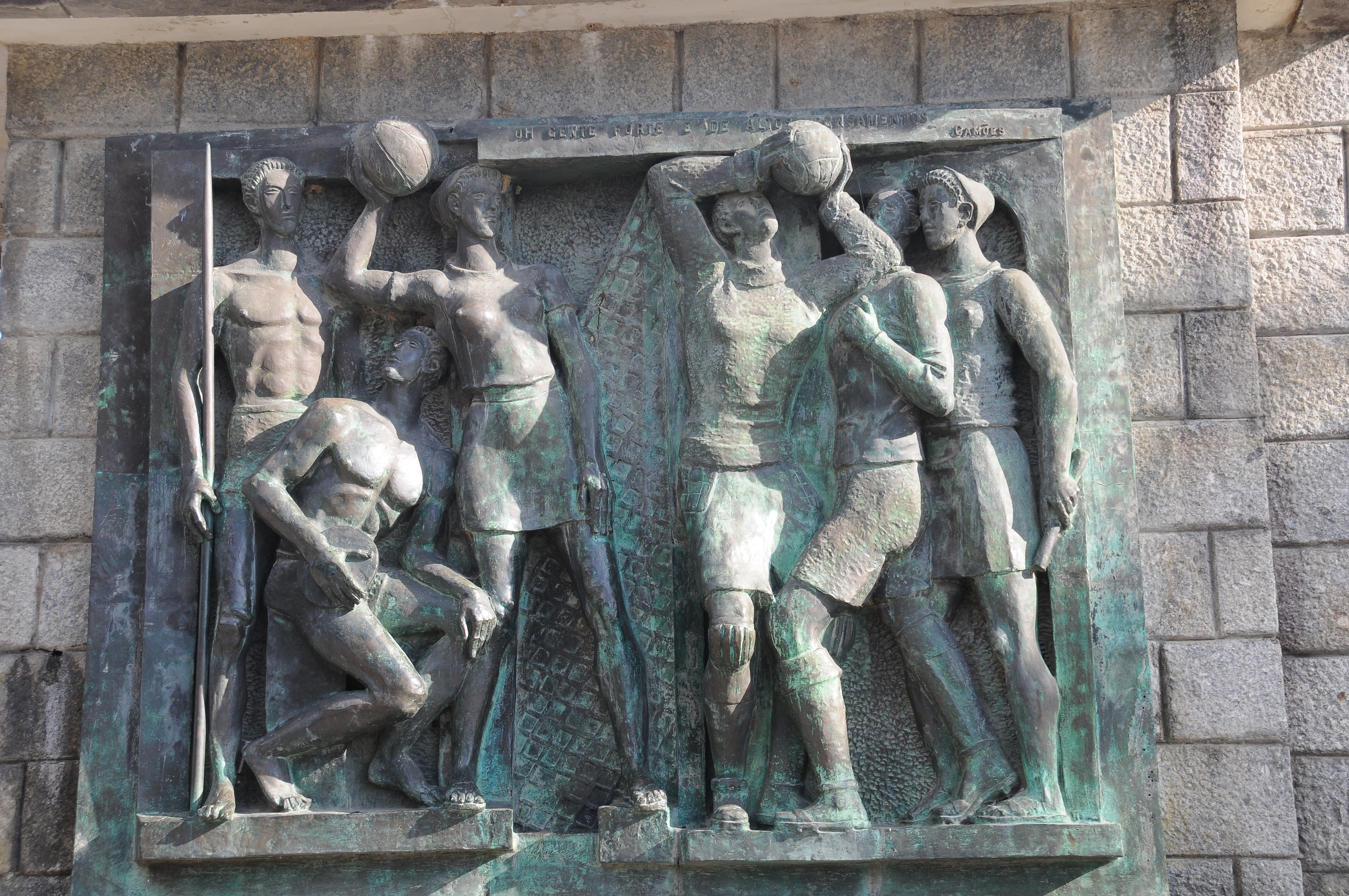
Escultura de bronce en el panel Camões.

Estádio Cidade de Coimbra (Académica Coimbra) ·
Estádio Municipal de Arouca (FC Arouca) ·
Estádio do Restelo (CF Os Belenenses) ·
Estádio da Luz (SL Benfica) ·
Estádio Municipal de Braga (SC Braga) ·
Estádio António Coimbra da Mota (GD Estoril-Praia) ·
Estádio Cidade de Barcelos (Gil Vicente FC) ·
Estádio dos Barreiros (CS Marítimo) ·
Estádio da Madeira (CD Nacional) ·
Estádio José Arcanjo (SC Olhanense) ·
Estádio da Mata Real (FC Paços de Ferreira) ·
Estádio do Dragão (FC Porto) ·
Estádio do Rio Ave FC (Rio Ave FC) ·
Estádio José Alvalade (Sporting Lissabon) ·
Estádio D. Afonso Henriques (Vitória SC) ·
Estádio do Bonfim (Vitória FC)
Estádio do Fontelo (Académico de Viseu FC) ·
Estádio da Tapadinha (Atlético Clube de Portugal) ·
Estádio Municipal de Aveiro (SC Beira-Mar) ·
Estádio da Tapadinha (SL Benfica B) ·
Estádio 1º de Maio (SC Braga B) ·
Estádio Municipal de Chaves (Grupo Desportivo de Chaves) ·
Estádio do CD das Aves (CD Aves) ·
Estádio de São Luís (SC Farense) ·
Estádio Marcolino de Castro (CD Feirense) ·
Estádio do Mar (Leixões SC) ·
Campo da Imaculada Conceição (CS Marítimo B) ·
Parque Joaquim de Almeida Freitas (Moreirense FC) ·
Estádio Carlos Osório (União Oliveirense) ·
Estádio Municipal 25 de Abril (FC Penafiel) ·
Estádio Municipal de Portimão (Portimonense SC) ·
Estádio Dr. Jorge Sampaio (FC Porto B) ·
Estádio de São Miguel (CD Santa Clara) ·
Estádio José Alvalade (Sporting Lissabon B) ·
Complexo Desportivo da Covilhã (Sporting Covilhã) ·
Estádio João Cardoso (CD Tondela) ·
Estádio do Clube Desportivo Trofense (CD Trofense) ·
Estádio da Madeira (CF União)